# كهوف غومانتونغ
كهوف غومانتونغ هي عبارة عن نظام كهف معقد داخل تل غومانتونغ في إقليم سانداكان، صباح، ماليزيا. التل هو أكبر نتوء من الحجر الجيري في منطقة كيناباتانغان السفلى.